# St. Nikolai (Hohenfelde)

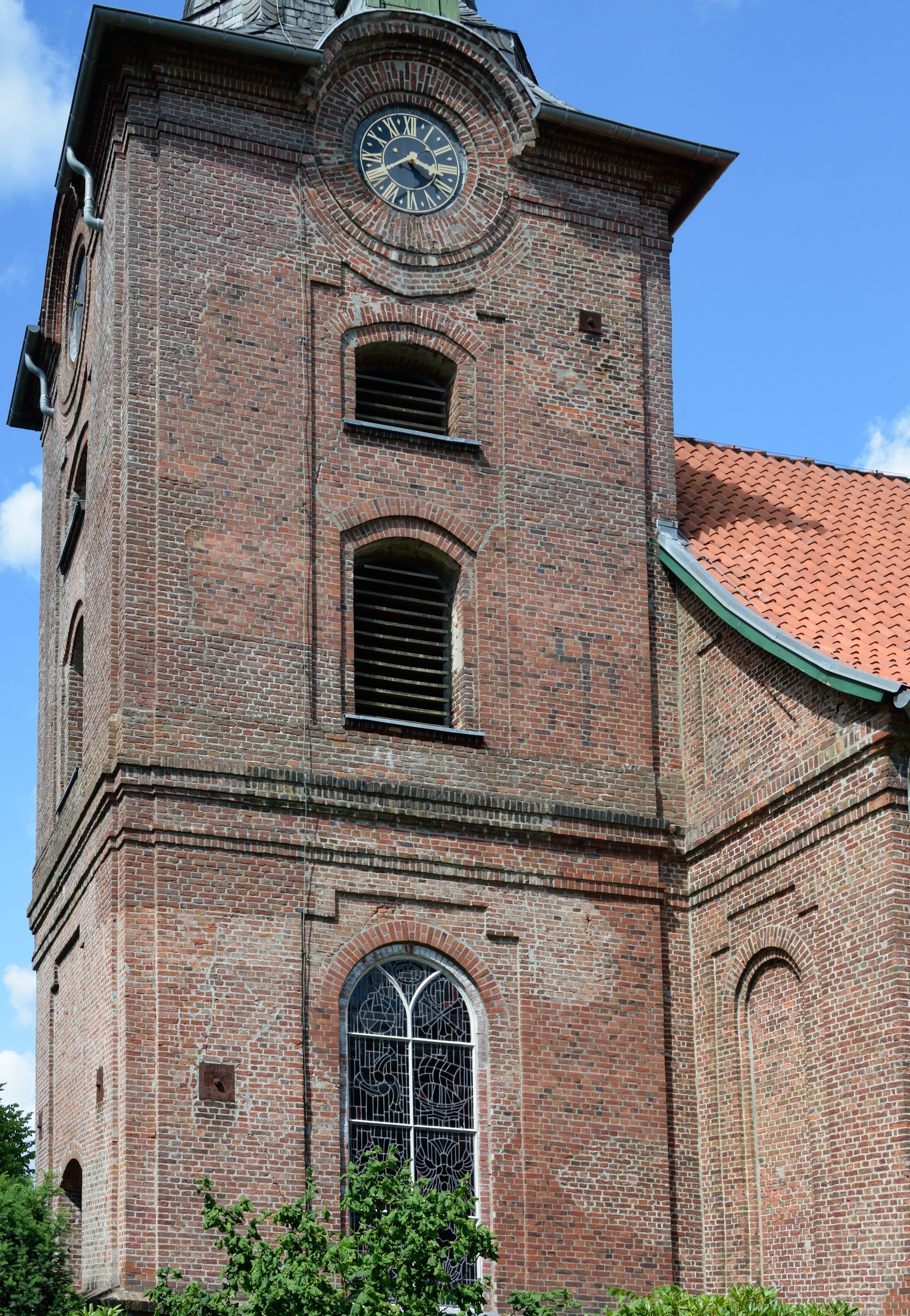
St. Nikolai (Hohenfelde)

Die St.-Nikolai-Kirche ist ein geschütztes Kulturdenkmal mit der Objekt-ID 1541 im Denkmalschutzgesetz in Hohenfelde, einer Gemeinde im Kreis Steinburg in Schleswig-Holstein. Das Kirchengebäude gehört zur Evangelisch-Lutherischen Kirche in Norddeutschland.

## Bau und Geschichte
Eine Kirche mit dem Patrozinium des Nikolaus von Myra in Hohenfelde ist seit dem 14. Jahrhundert bezeugt. Diese Kirche befand sich vermutlich nicht an der Stelle des heutigen Baus. Sie brannte 1630 nieder und wurde durch einen Neubau am heutigen Ort ersetzt, die 1765 einem Blitzschlag zum Opfer fiel.
Die Saalkirche wurde 1767 nach einem Entwurf von Johann Gottfried Rosenberg aus Backsteinen neu gebaut. Sie besteht aus einem fünf Achsen umfassenden, im Osten dreiseitig abgeschlossenen Langhaus, dessen Innenraum mit einer Flachdecke überspannt ist, und einem Kirchturm auf quadratischem Grundriss im Westen, der mit einem achtseitigen, spitzen Helm bedeckt ist. Sein Geschoss oberhalb der Dachtraufe des Langhauses beherbergt den Glockenstuhl und darüber die Turmuhr, deren Zifferblätter von einem verkröpften Gesims gerahmt sind. Der ursprünglich mit Holzschindeln gedeckte Turm wurde nach einem Brand 1863 erneuert und mit Schiefer gedeckt. An der Südseite des Turmes befindet sich ein Hakenkreuz.

## Ausstattung
Zur Kirchenausstattung gehören ein Kanzelaltar, der von Pilastern und vorgezogenen Säulen flankiert wird, an den sich seitlich Patronatslogen aus der Erbauungszeit anschließen, und ein hölzerner Taufengel von 1735.

## Gemeinde
Die Gemeinde der St.-Nikolai-Kirche fusionierte 2008 mit Hörnerkirchen zur Christus-Kirchengemeinde Hohenfelde-Hörnerkirchen.
Detlev Olshausen war 1798–1801 Pastor in Hohenfelde.